# Сєдов Іван Васильович
Іван Васильович Сєдов (? — ?) — український радянський діяч, новатор виробництва, майстер-розмітник котельно-зварювального цеху Ворошиловградського (Луганського) паровозобудівного заводу імені Жовтневої революції Ворошиловградської (Луганської) області. Депутат Верховної Ради СРСР 2-го скликання.

## Життєпис
На 1945—1946 роки — майстер-розмітник котельно-зварювального цеху Ворошиловградського (Луганського) паровозобудівного заводу імені Жовтневої революції Ворошиловградської (Луганської) області.
Потім — на пенсії.